# Pseudomonadaceae
Famille
Les bactéries de la famille des Pseudomonadaceae  sont des bacilles Gram négatifs à oxydase + donc capable d'oxyder la N,N-diméthylparaphènylène-diamine réduite et incolore en un dérivé semi-quinonique rose violacé.
Cette famille comporte une espèce type qui est Pseudomonas aeruginosa mais on trouve d'autres espèces comme Pseudomonas fluorescens ou Pseudomonas putida.
Les autres espèces de ce groupe sont :
- les genres des alcaligènes de la famille des Alcaligenaceae,
- Flavobacterium de la famille des Flavobacteriaceae,
- Xanthomonas de la famille des Xanthomonadaceae,
- Stenotrophomonas de la famille des Xanthomonadaceae.

## Liste des genres
Selon Catalogue of Life (30 mai 2013) :
- genre Azomonas
- genre Azorhizophilus
- genre Azotobacter
- genre Cellvibrio
- genre Chryseomonas
- genre Mesophilobacter
- genre Pseudomonas
- genre Rhizobacter
- genre Rugamonas
- genre Serpens